# Guettarda petenensis
Guettarda petenensis là một loài thực vật có hoa trong họ Thiến thảo. Loài này được Lundell mô tả khoa học đầu tiên năm 1969.